# Кулаковська Лариса Віталіївна
Лариса Віталіївна Кулаковська (*5 червня 1949) — український історик, археолог, завідувач відділом «Археологічний музей» Інституту археології НАН України.

## Біографія
Дочка історика та письменника Віталія Кулаковського. Закінчила середню школу в с. Лишня Макарівського району, потім — історичний факультет (кафедра археології та музеєзнавства) Київського національного університету ім. Тараса Шевченка. З 1971 р. працює у відділі «Археологічний музей» Інституту археології НАН України. Кандидат історичних наук.

## Наукові інтереси
Коло наукових інтересів Л. В. Кулаковської визначається межами палеоліту заходу України. Пріоритетний напрямок її наукових досліджень — хронологія та матеріальна культура раннього та середнього палеоліту Тисо-Дністровського регіону, проблема міграцій давніх колективів, час та причини цього явища. Цим і обумовлюються польові дослідження палеолітичних стоянок на Тисі та Дністрі (Королево, Межигірці, Молодово V, Дорошівці III). В останні роки вона керує розкопками нових палеолітичних стоянок Рубань у Закарпатті та Дорошівці III у Середньому Подністров'ї. Польові та кабінетні дослідження проводяться у тісній співпраці з фахівцями природничих наук (геологи, палеогеографи, палеоботаніки та палеонтологи), результатом яких є спільні публікації. Л. В. Кулаковська є керівником та учасником міжнародних наукових проектів (Франція, Росія, Німеччина, Бельгія). Вона постійно виступає з доповідями на вітчизняних та міжнародних наукових форумах. Є автором багатьох публікацій.
Постійно бере участь у семінарах, стажуваннях, конференціях. Л. В. Кулаковська є членом Спілки археологів України, Національного комітету міжнародної асоціації з вивчення четвертинного періоду (INQUA), виконавчого комітету Міжнародної спілки до- та протоісториків (UISPP), ICOMOS.